# Le Perthus
Le Perthus (în catalană El Pertús) este o comună în departamentul Pyrénées-Orientales din sudul Franței. În 2009 avea o populație de 590 de locuitori.

## Evoluția populației
| An        | 1975 | 1982 | 1990 | 1999 | 2006 | 2009 |
| --------- | ---- | ---- | ---- | ---- | ---- | ---- |
| Populație | 699  | 644  | 634  | 620  | 574  | 590  |